# Roman Hrabaň
Roman Hrabaň (* 28. června 1962 Liberec) je bývalý český bobista a desetibojař.

## Kariéra
Ve čtyřbobu jezdil s Pavlem Puškárem, Jiřím Džmurou a Karlem Dostálem. Ve dvojbobu jezdil s Jiřím Džmurou.
Jako desetibojař startoval v roce 1988 na Letních olympijských hrách v Soulu (20. místo), v bobech závodil na Zimních olympijských hrách v Albertville v roce 1992. Ve čtyřbobech dosáhl na ZOH 21. příčky, ve dvojbobech 25. místa. Je jediným českým sportovcem-mužem, který startoval na letních i zimních olympijských hrách ve dvou různých sportech.